# Jelševec, Mokronog-Trebelno
Jelševec este o localitate din comuna Mokronog - Trebelno, Slovenia, cu o populație de 46 de locuitori.